# Agata (helgon)
Agata, född cirka 225, död cirka 251 i Catania, var en jungfru, som levde i Catania på Sicilien. Hon led martyrdöden. Agata vördas som helgon inom Romersk-katolska kyrkan. Hon är ammornas och vävarnas skyddshelgon. Hennes minnesdag firas den 5 februari.

## Biografi
Agata var enligt legenden en ädelboren siciliansk jungfru, som blivit kristen och led martyrdöden under kejsar Decius förföljelser. Hon avvisade den romerske ståthållaren Quintianus kärleksförklaringar, varför denne av hämnd lät gissla henne och med glödande tänger bortslita hennes bröst. Då hon emellertid om natten helades av Petrus och en honom ledsagande ängel, dömdes hon att brännas, men räddades genom en jordbävning och ett samtidigt folkupplopp. Emellertid avled hon enligt legenden i fängelset den 5 februari 251. 
Agata skyddar mot sjukdomar i brösten och mot eldfara (särskilt har Catania i hennes slöja ett skydd mot Etnas lavaströmmar), och hon är tillika staden Mirandolas och Malteserordens skyddshelgon. Hon avbildas klädd i lång slöja med en palmkvist eller en tång i ena handen och i den andra ett fat, på vilket hennes bortslitna bröst ligger, även någon gång med hornet av en enhörning (jungfrulighetens attribut). 
Enligt icke-troende är sannolikt Agata arvtagerska av en hednisk gudomlighet. I Catania, där hon sägs vara begraven och där hennes avskurna bröst årligen bärs i procession, firades redan i den hedniska tiden en årlig fest för Bona Dea, vid vilken två kolossala bröst, symboliserande den närande, moderliga naturen, kringbars i procession. Det grekiska ordet αγάθη, agathe är detsamma som det latinska bona ("god").

## Bilder
| - Den heliga Agata i fängelset, av Giovanni Lanfranco. - Den heliga Agata i fängelset, av Simon Vouet. |

### Allmänna källor
- ”St. Agatha”. Catholic Encyclopedia. New Advent. http://www.newadvent.org/cathen/01203c.htm. Läst 5 februari 2018.
- ”Sant'Agata, vergine e martire”. Santi e Beati. http://www.santiebeati.it/dettaglio/22650. Läst 5 februari 2018.
- Farmer, David Hugh (1992) (på engelska). The Oxford Dictionary of Saints. Oxford Reference (3 ed.). Oxford: Oxford University Press. sid. 6–7. ISBN 0-19-283069-4
- The Book of Saints: A Dictionary of Servants of God. 6th ed. London: Cassell 1994. ISBN 0-304-34357-9

Den här artikeln är helt eller delvis baserad på material från Nordisk familjebok, Agata, 1904–1926.